# Todesurteil – Nemez und Sneijder ermitteln
Todesurteil – Nemez und Sneijder ermitteln ist ein deutsch-österreichischer Fernsehfilm aus dem Jahr 2021 von Christopher Schier mit Josefine Preuß als Kommissarin Sabine Nemez und  Raymond Thiry als Fallanalytiker Maarten S. Sneijder. Das Drehbuch von Verena Kurth basiert auf dem Roman Todesurteil (2015) des österreichischen Schriftstellers Andreas Gruber. Nach Todesfrist – Nemez und Sneijder ermitteln (2019) ist die zweite Verfilmung eines Romanes aus der Sabine-Nemez-&-Maarten-S.-Sneijder-Reihe. Der Film wurde am 28. Oktober 2021 erstmals auf Sat.1 ausgestrahlt.

## Handlung
Sabine Nemez und Marten S. Sneijders ermitteln in ihrem zweiten gemeinsamen Fall. Sabine Nemez war bis vor kurzem Polizistin beim Kriminaldauerdienst und hat einen Studienplatz an der Akademie des Bundeskriminalamtes (BKA) in Wiesbaden erhalten, wo sie vom forensischen Psychologen Maarten S. Sneijder zu Fallanalytikerin ausgebildet wird.
Gleich zu Beginn ihrer Ausbildung muss Nemez erfahren, dass ihr Freund Erik Dorfer, der Kriminalkommissar beim BKA ist, im Dienst angeschossen und mit einer schweren Kopfverletzung in die Intensivstation eingeliefert wurde. Erik erliegt bald darauf seinen Verletzungen. Nemez ist tief erschüttert und schockiert, nimmt aber auf Druck von Sneijder weiterhin an dessen Unterricht teil, in dem er seine Studenten auf drei ungelöste Mordfälle ansetzt. Drei Fälle mit sehr brutalen Tätern, die er seinen Studenten auch als Beispiel für ihre Arbeit in den nächsten dreißig Jahren aufzeigen will. Sabine Nemez treibt sogleich die Frage um, ob ihr Freund an einem dieser Fälle gearbeitet hat. Ihre Nachfrage richtet sie an den Wiesbadener BKA-Mitarbeiter Wessely, der ihr nur mitteilen kann, dass Erik Dorfer tatsächlich zuletzt an der Aufarbeitung alter Fälle gearbeitet hätte.
Während Nemez nach weiteren Zusammenhängen sucht, wird das Wiesbadener BKA von der österreichischen Polizei kontaktiert. Hier ist ein zehnjähriges Mädchen verschwunden und auf ihrem Laptop wurde eine Spionagesoftware gefunden, die nachweislich vom BKA in Wiesbaden stammt. Sneijder ahnt, dass seine ungeklärten Fälle mit diesem zusammenhängen und  begibt sich umgehend mit Nemez nach Wien. Im Vorfeld der aktuellen Entführung gab es dort zwei Vermisstenfälle, die vor kurzem mit den Fund der toten Opfer endeten. Beiden jungen Mädchen fehlten große Hautstücke auf dem Rücken. Um zu verhindern, dass der verschwundenen Klara möglicherweise das gleiche Schicksal ereilt, gilt es den Täter schnell zu finden. Klara hatte auffälligen Mailkontakt mit dem Promianwalt Michael Laszlo, der wohnt zum einen in Klaras Nähe und auch die Leichen der beiden letzten Opfer fanden sich nur wenige Kilometer von dessen Wohnhaus. Für Sneijder Indizien genug, um sich bei dem Mann umzusehen. Unkonventionell und ohne behördliche Genehmigung dringt er gemeinsam mit Nemez in Abwesenheit Laszlos in dessen Villa ein, durchsucht die Räumlichkeiten und findet letztendlich dessen geheimes Heiligtum: ein Gruselkabinett von Tattoos mit Motiven aus Dantes „Inferno“ auf Menschenhaut. Die Hoffnung, auch Klara hier zu finden, erfüllt sich leider nicht. Laszlo wird daraufhin festgenommen und verhört.
Hinsichtlich der ungeklärten Mordfälle aus Wiesbaden und Klaras Entführung, sucht Nemez krampfhaft ein verbindendes Element, da Sneijder fest davon überzeugt ist, dass die Fälle zusammenhängen. Sneijder erinnert sich aber an die Verhöre mit den Verdächtigen, die alle erklärt hatten, dass sie ihre abartigen Taten als Kunst sähen würden: die sauberen Schnitte, das Herausschälen von Knochen etc. Bei den „Kunstwerken“ in Laszlos Besitz geht es offensichtlich um Veränderung, die das eingearbeitete Tattoo mit der Zeit „erlebt“. Während sich Sneijder in dieser Phase seiner Ermittlung versucht in den Täter hineinzuversetzen und dabei am Ende Klara sogar befreien kann, analysiert Nemez akribisch die alten Akten. Dabei findet sie heraus, dass sämtliche Opfer vor Jahren bei einem Prozess um die Tötung eines Kindermörders in Wien als Geschworene im Einsatz gewesen waren und letztlich den Freispruch des mutmaßlichen Täters möglich gemacht hatten. So führt die Spur zurück nach Wiesbaden. Von dort kam nicht nur die Spionagesoftware. Hier wohnt auch BKA-Beamter Conrad Wessely, der Vater eines in Wien getöteten Mädchens, das mutmaßlich Michael Laszlo zum Opfer gefallen war, der vor dreizehn Jahren freigesprochen wurde. Mit seinen polizeilichen Möglichkeiten hatte Wessely sich gezielt psychopathisch veranlagte Täter ausgesucht und sie so manipuliert, dass sie in seinem Sinn ganz bestimmte Opfer ausgewählten und sie stellvertretend für ihn „bestraften“. Seinen perfiden Racheakt hatte Wessely mit der Mutter des Mädchens geplant, die sich selbst vergiftet, als sie sich von Sneijder überführt sieht. Im Verhör zeigt Wessely keine Reue und meint, den Tätern nur die Möglichkeit gegeben zu haben, ihre Sehnsüchte auszuleben. Da sein Kollege Erik Dorfer dem ganzen bereits auf der Spur war, hatte er ihn zum Schweigen gebracht.

„Es gibt keinen anderen Teufel, als den, den wir in unserem Herzen tragen.“

## Produktion und Hintergrund
Die Dreharbeiten fanden vom 10. März bis zum 5. Juli 2020 in Wien und Deutschland statt und wurden aufgrund der COVID-19-Pandemie unterbrochen. Drehort war unter anderem die Veterinärmedizinische Universität Wien, wo Szenen, die in einem Hörsaal am Bundeskriminalamt (BKA) in Wiesbaden spielen, entstanden.
Produziert wurde der Film von der deutschen Constantin Television (Karsten Rühle und Friedrich Wildfeuer), in Ko-Produktion mit der österreichischen Epo-Film (Dieter  und Jakob Pochlatko), beteiligt war Sat.1 (Redaktion Thomas Kren und Wolfgang Oppenrieder). Unterstützt wurde die Produktion vom Fernsehfonds Austria und dem Filmfonds Wien.
Die Kamera führte Thomas Kürzl. Für den Ton zeichnete Klaus Kellermann verantwortlich, für das Szenenbild Conrad Moritz Reinhardt, für die Kostüme Amanda Frühwald und für die Maske Danijela Brdar und für das Casting Stefany Pohlmann.
Nach Todesfrist – Nemez und Sneijder ermitteln (2019) handelt sich um die Verfilmung des zweiten Buches aus der Todesreihe mit dem niederländischen Profiler Maarten S. Sneijder als Hauptfigur.

## Kritiken
Die Kritiker der Fernsehzeitschrift TV Spielfilm vergaben die bestmögliche Wertung (Daumen nach oben) und schrieben: „Wie bei Teil 1: Spannung und kinoreife Bilder.“
medienkorrespondenz.de kritisierte den „Absurden Sendeplatz“ an einem Wochentag um 23.25 Uhr und urteilte: „Bei den grenzüberschreitenden Ermittlungen gab es erstaunlich wenig Kompetenzgerangel. […] Mit Kleinkram wie Kompetenzabklärungen wollten sich Verena Kurth (Buch) und Christopher Schier (Regie) in ihrem Film offenbar nicht lange aufhalten. Schließlich war die Geschichte, die sie hier erzählten, ohnehin schon vertrackt genug.“